# Terra incognita
Nota: L'article pot necessitar alguna petita correcció

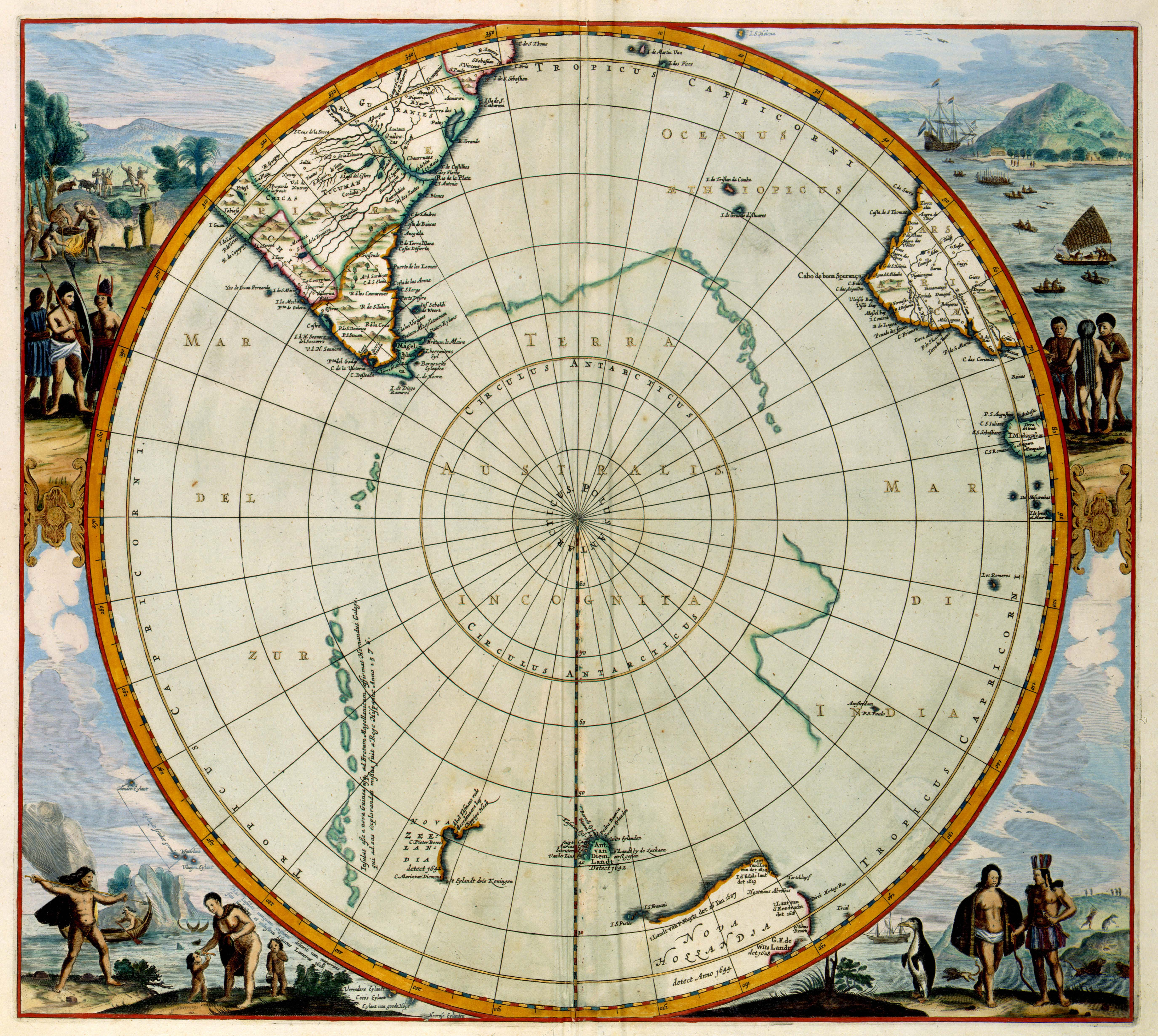
Un mapa representant terra australis incognita

Una  terra incognita  o  terra ignota  (del llatí, que significa 'terra desconeguda') és un territori que encara no ha estat explorat per l'ésser humà.
Aquesta inscripció es trobava originàriament en els mapes antics, principalment en els planisferis, per designar les terres situades més enllà de les zones conegudes. Així, l'Àfrica interior (conca del riu Congo, principalment) ha estat considerada durant molt de temps com a terra incognita, el mateix que els llocs situats al sud de Nova Zelanda (terra australis incognita, 'terra austral desconeguda'). Els cartògrafs s'alimentaven de nombrosos mites que transcrivien en els seus mapes. Per exemple, escrivien: «hic sunt draco» ('aquí, hi ha dracs', en llatí) o bé s'acontentaven a dibuixar criatures fantàstiques, per exemple: serps marines gegants. Actualment, només hi ha un mapa on aparegui l'expressió  hic sunt draco, el Globus Lenox, a la col·lecció de la Biblioteca Pública de Nova York.

Des del 1830, les exploracions es van multiplicar i l'expansió colonial va afavorir el descobriment dels últims territoris desconeguts per l'ésser humà, amb exploradors com David Livingstone, que va descobrir l'Àfrica central i oriental i la conca del riu Congo. Durant el segle xix, amb el desenvolupament de les societats geogràfiques, la menció de terra incognita va anar desapareixent a poc a poc dels mapes.
Actualment, ja no hi ha territoris que no hagin estat explorats pels humans. Des de llavors, el terme s'utilitza més en un sentit figurat. Així, una matèria pot ser terra incognita per a una persona, si és que excedeix el camp dels seus coneixements.
L'expressió terra incognita està vinculada a la descoberta i als grans espais, així doncs és utilitzada freqüentment en un marc comercial per a recordar aquestes dues nocions.

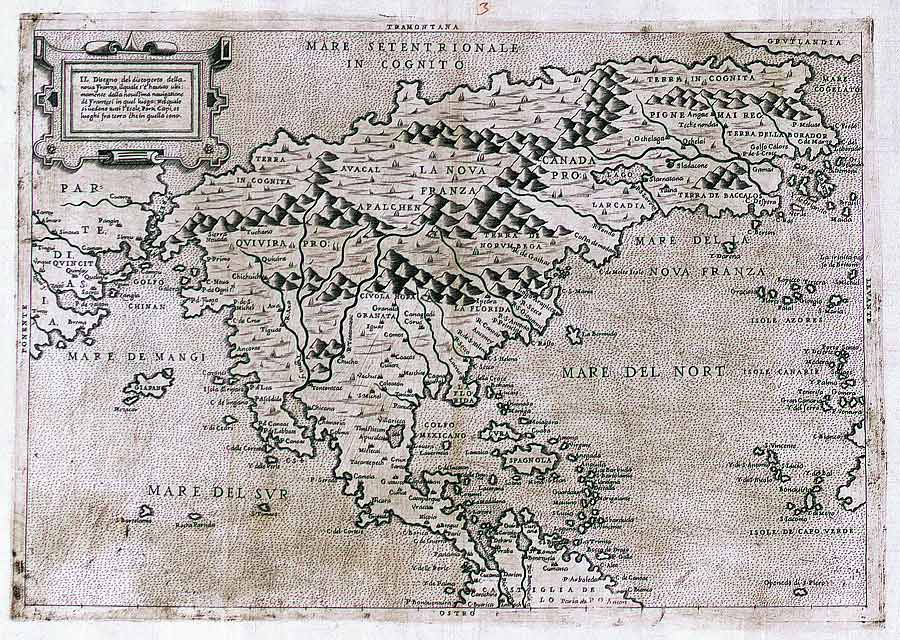
Mapa italià de 1566, mostrant les inscripcions terra incognita i mare incognitum